# Mad Kowz
Mad Kowz er en Winnipeg-baseret gadebande. Bandens medlemmer består primært af Aboriginere og Afrikanere. Det mest berygtede medlem af banden er Hussein Jilaow, en somalisk flygtning som blev deporteret tilbage til sit hjemland den 23. maj, 2007, for angiveligt at have overfaldet, nogle vagter. Efter ankomsten, blev han fængslet adskillige gange, før at han døde få måneder senere. En fraktion fra banden, blev for nylig udskilt, fra resten af bandne og tog tilnavnet Den afrikanske mafia (engelsk: the African Mafia).